# Comté de Louth
Pour les articles homonymes, voir Louth.
Le comté de Louth (en irlandais Contae Lú) est une circonscription administrative de la république d’Irlande située au nord de Dublin dans la province du Leinster à la frontière avec l'Irlande du Nord.
Avec une superficie de 826 km2 pour 139 703 habitants en 2022, c'est le plus petit des comtés originels. Le comté est nommé d'après le village de Louth, dont le nom vient du dieu celtique Lug.
La capitale du comté est située à Dundalk (Dún Dealgan). La majorité de la population du comté se concentre dans cette ville et celle de Drogheda.
Le champ de bataille de la Boyne se trouve au sud du comté.

## Histoire
Le comté de Louth, appelé autrefois l'Uriel, est devenu normand en 1189 après l'invasion normande de l'Irlande et le décès du roi Murchard O' Carroll. Le royaume d'Airgíalla fut alors partagé entre les barons normands Gilbert Pipard et Bertram de Verdun. Les Pipard implantés à l'Ouest (Ardee) alors que la famille de Verdun détenait l'Est (Dundalk et Clonmore). L'Est de l'Uriel passant ensuite entre les mains d'Hugues de Lacy, comte d'Ulster grâce à son mariage avec Lesceline de Verdun, fille de Bertram. Le mariage de Roger Pipard, sénéchal de l'Ulster à partir de 1210 avec Alice de Lacy, qui était la sœur d'Hugues scellant l'alliance des trois familles. Hugues de Lacy († 1242) maria sa fille Matilda de Lacy avec David Fitz Gerald, baron de Naas († 1260) et c'est à elle que l'on doit les donations qui permirent aux templiers de s'installer dans ce comté vers 1270 et de fonder la commanderie de Kilsaran. Le Louth fut également le théâtre de la bataille de Faughart en 1318 où fut tué le roi d'Irlande Édouard Bruce.

## Géographie

### Villes et villages du Comté
- Annagassan ((ga):Áth na gCasán) ; Ardee (Baile Átha Fhirdhia)
- Ballymascanlan (en) (Baile Mhic Scanláin) ; Baltray (en) (Baile Trá) ; Blackrock (Na Creagacha Dubha)
- Carlingford (Cairlinn) ; Castlebellingham (en) (Baile an Ghearlánaigh, anciennement « Gernonstown ») ; Clogherhead (Ceann Chlochair) ; Collon (Collann)
- Drogheda (Droichead Átha) ; Dromiskin (en) (Droim Ineasclainn) ; Dundalk (Dún Dealgan); Dunleer (Dún Léire)
- Greenore (en) (An Grianfort)
- Jenkinstown (en) (Baile Sheinicín)
- Knockbridge (en) (Droichead an Chnoic)
- Louth (en) (Lú)
- Mansfieldtown (en)
- Omeath (en) (Ó Méith)
- Sandpit (en) ; Stonetown (en)
- Tallanstown (Baile an Tallúnaigh) ; Termonfeckin (en) (Tearmann Feichín) ; Tinure (en) (Tigh an úir) ; Tullyallen (en) (Tulaigh Álainn)

### Comtés limitrophes
| Monaghan       | Armagh         | Down          |
| Monaghan Meath | comté de Louth | mer d'Irlande |
| Meath          | Meath          | mer d'Irlande |

## Sites touristiques
- Abbaye de Mellifont
- Monasterboice (Mainistir Bhuithe)
- Carlingford Lough
- Péninsule de Cooley

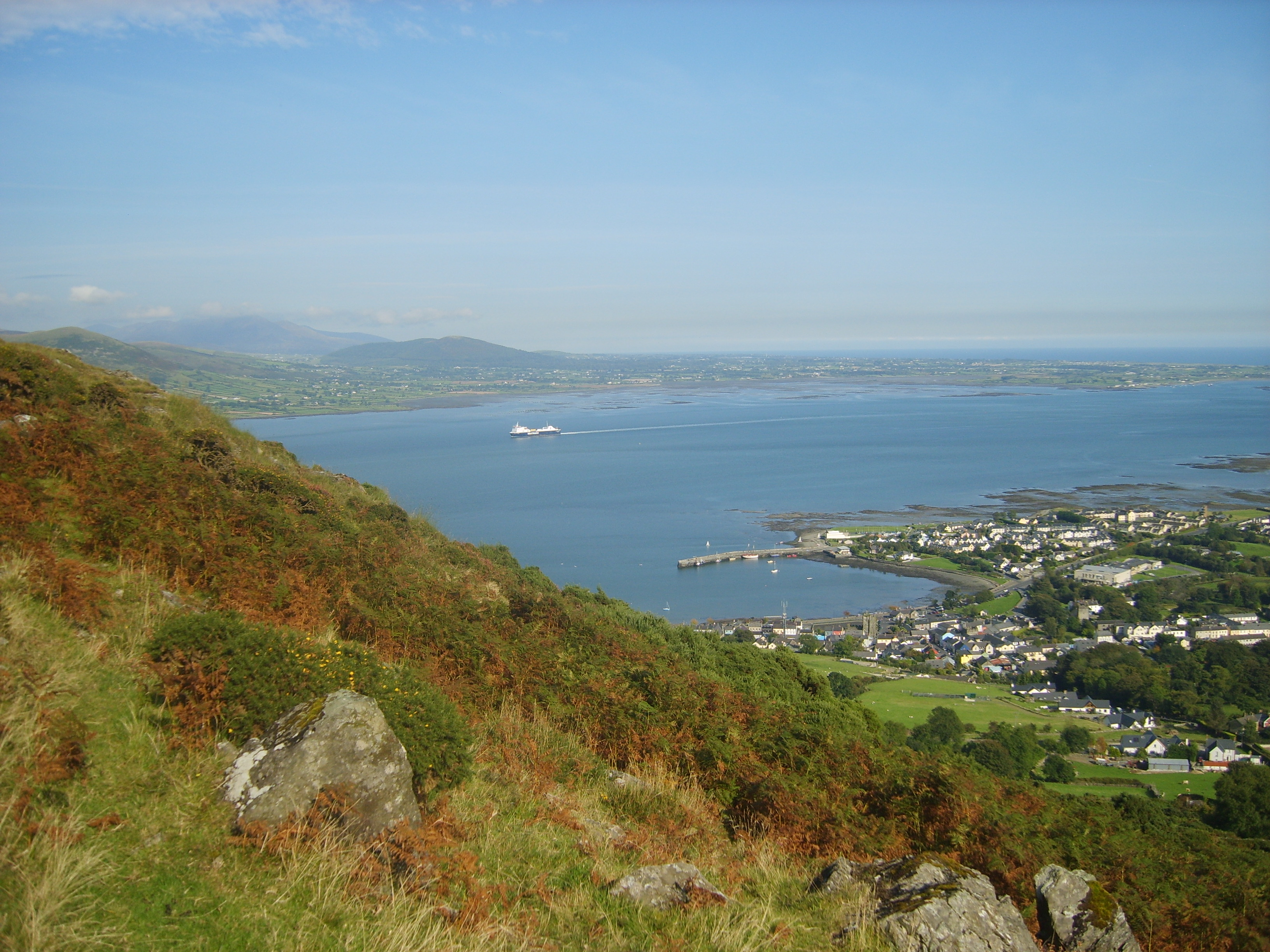
Carlingford Lough et les montagnes de Mourne au loin, depuis le Táin Way, sentier de longue distance autour de la péninsule de Cooley.

- Le County Museum Dundalk (musée à Dundalk sur l'histoire du comté de Louth)
- Le château du roi John (en) (ou château de Carlingford)
- Drogheda (le fort de Millmount, la porte Saint Laurence et la tour Magdalene)
- Église catholique Saint-Pierre de Drogheda (sanctuaire Saint-Olivier-Plunket)